# Mednarodni vojaški štab
Mednarodni vojaški štab (uradno angleško International Military Staff; kratica: IMS) je izvršno telo Vojaškega odbora (Military committee; MC) zveza NATO. Štab vodi generalni direktor.
Glavna naloga IMS je zagotavljanje nemotenega dela Vojaškega odbora, pri čemer administrativno in tehnično podpira delovanje ter svetuje članom odbora s pomočjo priprave raziskav in poročil. Posledično tesno sodeluje tudi z drugimi telesi znotraj Natove strukture, ki se ukvarjajo z vojaškimi zadevami ter z Mednarodnim sekretariatom. Hkrati IMS skrbi za nenehno povezavo med NATO HQ in podrejenimi poveljstvi.
Trenutno v IMS deluje 320 vojaških pripadnikov in 90 civilistov, ki izhajajo iz vseh držav članic (razen Islandije, ki nima oboroženih sil). Delujejo v petih funkcionalnih sekcijah oz. sektorjih ter v več oddelkih, ki delujejo nenehno brez premora s stalno rotacijo osebja.

## Organizacija
Trenutno (2011) je struktura IMS sledeča:
- Finančni nadzornik (Financial Controller)
- Natov situacijski center (NATO Situation Centre)
- Sektor za obveščavalno dejavnost (Intelligence Division)
- Sektor za operacije (Operations Division)
- Sektor za načrte in politiko (Plans and Policy Division)
- Sektor za sodelovanje in regionalno varnost (Cooperation and Regional Security Division)
- Sektor za logistiko, oborožitev in vire (Logistics, Armaments and Resources Division)
- Štab za posvetovanje, poveljevanje in nadzor (NATO HQ Consultation, Control and Communications Staff (HQC3))
- Predstavitev partnerske države (Partner Country Representation)
- Natova skupina za usposabljanje (NATO Training Group)
- Odbor za ženske v Natovih silah (Committee on women in the NATO Forces)
- Natova vojaška avdiovizualna delovna skupina (NATO Military Audiovisual Working Group)